# غابرييل ستانتون
غابرييل ستانتون (بالإنجليزية: Gabrielle Stanton)‏ هي منتجة تلفزيونية وكاتبة سيناريو أمريكية، ولدت في 1968 في أورانج الجنوبية ‏ في الولايات المتحدة.

## وصلات خارجية
- غابرييل ستانتون على موقع IMDb (الإنجليزية)
- غابرييل ستانتون على موقع ألو سيني (الفرنسية)
- غابرييل ستانتون على موقع قاعدة بيانات الفيلم (الإنجليزية)